# Église Saint-Laurent de Sazeret
L'église Saint-Laurent est une église située à Sazeret, en France.

## Localisation
L'église est située sur la commune de Sazeret, dans le département français de l'Allier.

## Historique
L'édifice est inscrit au titre des monuments historiques en 1935.

### Siècle de la campagne principale de construction
12e siècle

### Description historique
L'église est construite au  cours des XIIe – XIIIe siècle.